# Temotu (provincija)
Temotu je jedna od devet provincija u Salomonskim Otocima. Prije je bila poznata pod nazivom Provincija Santa Cruz.

## Zemljopis
Površina provincije je 895 km². Najveći i najznačajniji otok provincije Nendö ima površinu od 505.5 km².

### Otoci
- Anuta
- Duff otoci (uključujući Taumako)
- Fatutaka
- Lomlom
- Malo
- Matema
- Reef otoci (uključujući Fenualoa, Makalom, Nalongo i Nupani, Nifiloli, Nukapu, Patteson Shoal, Pigeon Island i Pileni)
- Santa Cruz otoci (uključujući Nendö)
- Tikopia
- Tinakula
- Utupua
- Vanikoro (uključujući Banie i Teanu)

## Demografija
Prema podacima iz 2009. godine u provinciji živi 21.362 stanovnika, dok je prosječna gustoća naseljenosti 24 stanovnika na km². Većina naroda u provinciji su Melanezijci, dok su stanovnici otoka Tikopia, Anuta i Duff Polinezijci.

## Vanjske poveznice
- Fotografije i karta provincije  Arhivirana inačica izvorne stranice od 14. srpnja 2006. (Wayback Machine)